# Дом-музей Джамбула
Литературно-мемориальный музей Д. Джабаева — музей, посвященный знаменитому казахскому поэту Джамбулу Джабаеву. Находится в селе Жамбыл Жамбылского района Алматинской области. Основан в 1946 году в доме, который в 1938 году был подарен Д. Джабаеву в честь его 75-летия за вклад в литературу казахского народа. 

## О музее
В состав литературно-мемориального комплекса входит: дом-музей, могила и скульптурная композиция знаменитого казахского дирижёра и композитора Нургисы Тлендиева. Экспозиция музея рассказывает о жизненном и творческом пути акына с 1922 года и до последних дней его творческой жизни. Дом сохранён в первоначальном виде, со всеми предметами обстановки и обихода. Каждый экспонат имеет непосредственное отношение к жизни акына и отражает какой-либо этап его творчества. 
Мечтой поэта было, чтобы его похоронили возле дома, в его саду. Желание поэта было исполнено. По проекту бывшего главного архитектора города Алма-Аты И. И. Белоцерковского к 100-летию поэта на месте захоронения был построен восемнадцатиметровый мавзолей.
Общая площадь музея составляет 1200 м². Площадь экспозиции составляет примерно 700 м². Собрание музея состоит из 3237 предметов, из них основной фонд составляет 2943 единиц, а остальные 294 единиц — научно-вспомогательный.